# ヴェルヴェット・アンダーグラウンド
ヴェルヴェット・アンダーグラウンド（The Velvet Underground）は、1964年に結成されたアメリカ合衆国のロックバンド。ヴェルヴェッツという略称でも呼ばれる。
商業的な成功を手にすることなく解散したが、ルー・リードのポップセンスから生まれる美しいメロディライン、文学的素養から生まれた同性愛やSMなどの性におけるタブーや、ドラッグなどについての歌詞、ジョン・ケイルによる前衛的かつ実験的なサウンドを特徴とし、同世代のデヴィッド・ボウイやザ・ストゥージズ、ドアーズや、後進のパティ・スミスやテレヴィジョン、ジーザス&メリーチェインをはじめとする多くのアーティストに影響を与え、ロックの芸術性の向上に大きく貢献した。
1996年にロックの殿堂入りを果たした。
「ローリング・ストーンの選ぶ歴史上最も偉大な100組のアーティスト」において第19位。

## 来歴

### 結成からデビュー
1964年、シラキュース大学を卒業したルー・リードは生まれ故郷のニューヨークに戻り、レコード会社の雇われソングライターをしながら自分名義のレコード契約の機会をうかがっていた。そんな中、リードはウェールズ出身で現代音楽を学ぶためにアメリカに来ていたジョン・ケイルと出会う。共通の音楽的アプローチを有していた二人は意気投合し、バンドの結成を模索。1965年頃にはスターリング・モリソン（ギター）、アンガス・マクリーズ（パーカッション）の2人が加わる。
ケイルの友人で音楽グループ、シアター・オブ・エターナル・ミュージックの一員だったトニー・コンラッドが、リードらに1963年に出版された『The Velvet Underground』というノンフィクションを教えた。同書はジャーナリストのマイケル・リーが書いた性的倒錯に関する書物だった。マクリーズはバンドの名前にふさわしい名だと考え、「アンダーグラウンド・シネマ」を想起させることから他のメンバーも気に入り、1965年11月にバンド名が決定した。その直後、マクリーズが脱退。後任にモーリン・タッカー（ドラム）が加入すると、「ヴェルヴェット・アンダーグラウンド」名義で本格的な活動を始める。
初期のヴェルヴェッツはグリニッジ・ヴィレッジのカフェ・ビザールを拠点として演奏していた。ある晩、彼らの演奏を目にしたアンディ・ウォーホルは大いに気に入り、自ら企画していた音楽・ダンス・フィルム・照明、そして聴衆をも巻き込むマルチメディア・イベント「エクスプローディング・プラスティック・イネヴィタブル」での演奏を要請する。同イベントで演奏を行ったヴェルヴェッツは、ニューヨークのヒップな文化人たちに熱狂的に受け容れられた。これがきっかけで、ウォーホルのプロデュースの下でのデビューアルバムの制作が決定する。

### 『ヴェルヴェット・アンダーグラウンド・アンド・ニコ』
デビューアルバムの制作に先立ち、ウォーホルは彼等のデビューをバックアップする条件として、自分のスタジオである「ファクトリー」に出入りしていたドイツ生まれのニコがボーカリストとして参加することを提案した。リードはデビューのために了承したが、内心は不満だったとも言われている。
1966年7月、デビュー・シングル「オール・トゥモロウズ・パーティーズ」が発売。B面は「ユア・ミラー」。両面ともニコがリード・ボーカルを務めた。レコーディングは順調に進むが、アルバムの発売日が延期され、同年12月、2枚目のシングル「日曜の朝」が発売される。
1967年3月、ウォーホルによるバナナのジャケットで知られる『ヴェルヴェット・アンダーグラウンド・アンド・ニコ』が発売。なおニコは実際はライブには数回しか参加しておらず、本作発売時にはすでに離脱していた。リードによれば最初の5年間で3万枚ほどしか売れなかったとされる。後に名盤として再評価され、ブライアン・イーノは音楽誌のインタビューで「買った3万人全員がバンドを始めた」と語った。

### セカンド・アルバムからリード脱退まで

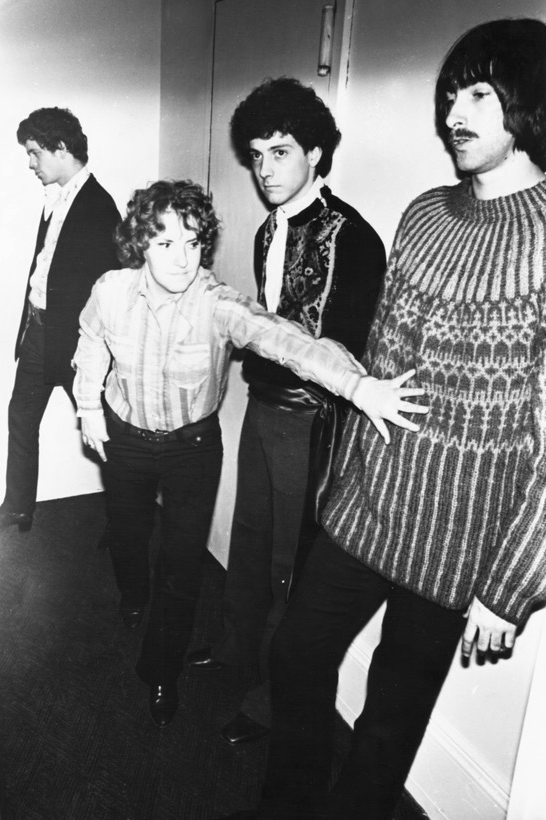
ユールが加入したヴェルヴェット・アンダーグラウンド。左から、リード、タッカー、ユール、モリソン

バンドはCBGBやマクシズ・カンザス・シティなどのライブハウスでコンサートをおこなった。やがて彼等はウォーホルとの関係を断ち、ニコが脱退した後の1968年1月、セカンド・アルバム『ホワイト・ライト/ホワイト・ヒート』を発表。より前衛色を強め、ホワイトノイズを多用した17分に及ぶ大作「シスター・レイ」が並ぶなど、より暴力性とノイジーさが際立つ作品となった。
しかしアルバムの制作途中でリードとケイルの関係が悪化した。ヴェルヴェッツを主導していたリードと対立したケイルは居場所を失い、このアルバムを最後にリードによって脱退させられる。後年、リードは本作の制作状況に関して、「ウォーホルとの関係を断ったことから自由に作れるようになったが、結果的に歯止めがきかなくなり、まとまりを欠く物になった。そして、最終的にケイルが脱退する事態になってしまった」と語っている。
ケイル脱退後、ダグ・ユールが加入した。1969年3月にサード・アルバム『ヴェルヴェット・アンダーグラウンド』を発表。全体に叙情的な面が目立つが、前作のような過激さも併せ持っている。リードは後になって、レコード会社側に勝手にリミックスされたと主張している。
バンドとしてはこの時期が最も安定しており、スタジオ音源、ライブ音源ともに大量に残されている。ただし、レコードの売り上げは相変わらず芳しくなく、レコード会社から契約を切られてしまい、当時レコーディング中であった4枚目のアルバムはお蔵入りとなってしまう。
その後、新たにレコード会社との契約が決まり、心機一転、4枚目のアルバム『ローデッド』の制作に入る。お蔵入りしたアルバムの内容を大幅に見直し、全曲新たにレコーディングされ、その多くが新曲となった。内容は、リードが後年になっても演奏する「スウィート・ジェーン」や「ロックン・ロール」といった曲を含むオーソドックスなロックンロール・アルバムであり、以前のような前衛的、実験的な要素は押さえられ、ポップな仕上がりとなっている。ただしリードは前作同様、会社側が勝手にリミックスしたと主張しており、このアルバムをあまり評価していない。ちなみにタッカーはドラムとしてクレジットされているが、彼女は妊娠中でレコーディングには殆ど参加しておらず、実際にドラムを叩いたのはユールの弟ビリー・ユールと数人のスタジオ・ミュージシャンである。レコーディング後半頃からリードの精神状態が急激に悪化し、その後、ライブ・ツアーの途中に突然失踪し、そのまま脱退してしまう。1970年8月の事だった。結局、『ローデッド』がリリースされたのは、リードが脱退した1ヶ月後の同年11月となった。このアルバムはロングセラーとなり、ヴェルヴェッツのアルバムとしては最も売れたアルバムとなった。

### 解散へ
リードの突然の脱退により、彼等の活動は暗礁に乗り上げるが、レコード会社の意向やライブの契約の関係もあり、結局バンドは継続されることとなる。ユールを中心に立て直しが図られ、彼がボーカル兼ギターに転向し、新たなベースとしてウォルター・パワーズが加入、ドラムにはタッカーが復帰、ギターはモリソンが残留し、新たな4人編成のバンドとして再スタートを切る。しかし1年後、モリソンが脱退、代わりにキーボードのウィリー・アレキサンダーを加入させ、何とか活動継続の道を探るが、ほどなくタッカーも脱退し、ヴェルヴェッツの実質的な活動はここで終了する。
しかしレコード会社とのアルバム発表の契約がまだ残っていたので、ユールはディープ・パープルのイアン・ペイス（ドラムス）と数名のスタジオ・ミュージシャンを起用して、一人でヴェルヴェッツ名義のラスト・アルバム『スクイーズ』を完成させ、1973年2月に発表に漕ぎ着ける。このアルバムをもってヴェルヴェッツは正式に解散した。リードの突然の失踪からすでに2年あまりが経過していた。ユール主導のヴェルヴェッツに対して再評価の動きもあり、様々な音源が発掘、リリースされている。

### 再結成から現在
解散後もメンバーは付かず離れずの状態でそれぞれ交流が続いていたが、1987年のウォーホルの死を契機に交流が活発になり、1990年、リード、ケイル、モリソン、タッカーの4人で短期の再結成。続いて1992年、同じ顔触れで本格的に再結成され、ライブ・ツアーが行われた。しかしツアー後半からリードとケイルの関係が再び悪化し、ツアー終了とともに活動停止状態になり、予定されていた新作アルバムの制作は中止された。
1995年、モリソン死去。享年53歳。
1996年、ロックの殿堂入りを果たし、リード、ケイル、モリソン、タッカーが受賞者に選ばれた。リードら三人はモリソンの未亡人と共に授賞式に出席してパティ・スミスからトロフィーを受け取ったが、演奏は行わなかった。また2009年のイベントではリード、タッカー、ユールが顔を揃え、ヴェルヴェッツとしてインタビューに答えている。
2013年、リード死去。享年71歳。
2021年7月、トッド・ヘインズが監督したドキュメンタリー映画『ヴェルヴェット・アンダーグラウンド』が第74回カンヌ国際映画祭にて上映された。同年10月15日、Apple TV+で配信開始された。

## メンバー
- ルー・リード（Lou Reed、1942年3月2日 - 2013年10月27日 ）- ボーカル、ギター、ピアノ、キーボード、作詞、作曲
  - グループの中心人物。ヴェルヴェッツ結成から脱退まで多くの楽曲と全てのアルバムの制作を主導。1970年に脱退して以降はソロとして活動。2013年に71歳で死去。
- ジョン・ケイル（John Cale、1942年3月9日 - ）- ヴィオラ、ヴァイオリン、ギター、ベース、ボーカル、作曲
  - イギリス・ウェールズ出身。リードの音楽的アプローチに賛同し、リードと共に活動を始める。1968年にリードとの対立からヴェルヴェッツを脱退。以降はソロとして活動。
- スターリング・モリソン（Sterling Morrison、1942年8月28日 - 1995年8月30日）- ギター、ベース、コーラス
  - リードの大学の同級生で、リードに誘われて結成時より参加。1971年脱退。脱退後は音楽活動から離れ、高校の教師などをしていたという。1995年に非ホジキンリンパ腫により53歳で死去。
- モーリン・タッカー（Maureen Tucker、1944年8月26日 - ）- ドラムス、コーラス
  - 結成時のドラマーだったアンガス・マクリーズの脱退に伴い加入。メンバー唯一の女性である。アフリカン・ドラムに影響を受けており、バスドラムをキックペダルを使わず手に持ったマレットで叩き、シンバルをほとんど使用しない独特のドラミング・スタイルを持つ。アルバム『ヴェルヴェット・アンダーグラウンド』収録の「アフター・アワーズ」ではボーカルを務めている。脱退後はマイペースで音楽活動を続ける。
- ダグ・ユール（Doug Yule、1947年2月25日 - ）- ギター、ベース、ドラムス、ボーカル
  - ケイルの脱退に伴い1968年に加入。1973年に解散するまで参加。後半では中心人物として活躍し、リード脱退後は実質的なリーダーとなる。解散後は主にスタジオミュージシャンとして活動。リードのソロ・アルバムに参加したこともある。
- アンガス・マクリーズ（Angus MacLise、1938年3月4日 - 1979年6月21日）- ドラムス、パーカッション
  - ラ・モンテ・ヤングのシアター・オブ・エターナル・ミュージックでケイルと知り合い、一時は同居人だった。ケイルに誘われて、1965年の結成時に参加するが、同年末に脱退。脱退後も音楽活動を続ける。1979年に41歳で死去。
- ウォルター・パワーズ（Walter Powers、1946年8月4日 - ）- ベース
- ウィリー・アレキサンダー（Willie Alexander、1943年1月13日 - ）- キーボード、ボーカル

## ディスコグラフィ

### スタジオ・アルバム
- 『ヴェルヴェット・アンダーグラウンド・アンド・ニコ』 - The Velvet Underground and Nico (1967年3月12日)
- 『ホワイト・ライト/ホワイト・ヒート』 - White Light/White Heat (1968年1月30日)
- 『ヴェルヴェット・アンダーグラウンド』 - The Velvet Underground (1969年3月)
- 『ローデッド』 - Loaded (1970年9月)
- 『スクイーズ』 - Squeeze (1973年2月)

### ライブ・アルバム
- 『ライヴ・アット・マクシズ・カンサス・シティ』 - Live at Max's Kansas City (1972年)
- 『1969〜ヴェルヴェット・アンダーグラウンド・ライヴ』 - 1969: The Velvet Underground Live (1974年)
- 『ライヴ1993』 - Live MCMXCIII (1993年)
- 『ラ・ケイヴ 1968』 - La Cave 1968 (Problems In Urban Living) (1996年)
- 『FINAL V.U 1971-1973』 - Final V.U. 1971–1973 (2001年)
- 『ブートレグ・シリーズVol.1〜ライヴ1969:ザ・クワイン・テープス』 - The Quine Tapes (2001年)
- 『ザ・コンプリート・マトリックス・テープズ』 - The Complete Matrix Tapes (2015年)

### コンピレーション・アルバム
- Velvet Underground (1970年)
- Andy Warhol's Velvet Underground featuring Nico (1971年)
- 『VU』 - VU (1985年)
- 『アナザー・ヴュー』 - Another View (1986年)
- 『ベスト・オブ・ヴェルヴェット・アンダーグラウンド』 - The Best of The Velvet Underground: Words and Music of Lou Reed (1989年)
- Chronicles (1991年)
- The Best of Lou Reed & The Velvet Underground (1995年)
- Fully Loaded (1997年)
- 20th Century Masters – The Millennium Collection: The Best of The Velvet Underground (2000年)
- Rock and Roll: An Introduction to The Velvet Underground (2001年)
- The Very Best of the Velvet Underground (2003年)
- 『ヴェルヴェット・アンダーグラウンド・ゴールド』 - Gold (2005年)
- Playlist Plus (2008年)
- 『アヴァン '58-'67』 - Avant 1958-1967 (2019年)

### ボックスセット
- What Goes On (1993年)
- 『ピール・スローリー・アンド・シー』 - Peel Slowly and See (1995年)
- 『ヴェルヴェット・アンダーグラウンド&ニコ (45周年記念 スーパー・デラックス・エディション)』 - The Velvet Underground & Nico 45th Anniversary (2012年)
- 『ホワイト・ライト / ホワイト・ヒート (45周年記念 スーパー・デラックス・エディション)』 - White Light/White Heat 45th Anniversary (2013年)
- 『ヴェルヴェット・アンダーグラウンド3 (45周年記念盤 スーパー・デラックス・エディション)』 - The Velvet Underground 45th Anniversary (2014年)
- 『ローデッド (45th アニヴァーサリー・エディション)』 - Loaded 45th Anniversary (2015年)